# Droga Praw Człowieka w Norymberdze

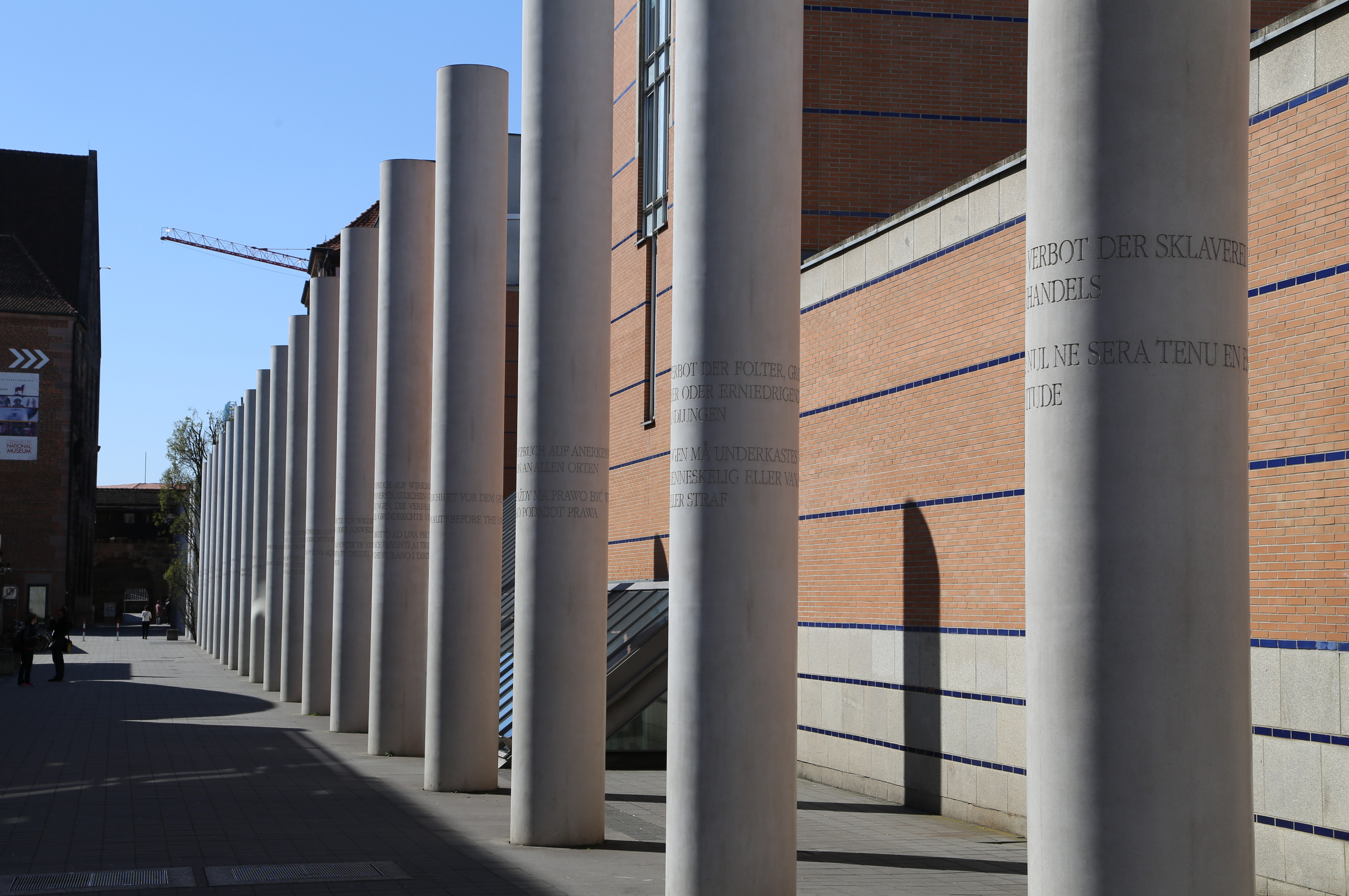
Widok ogólny

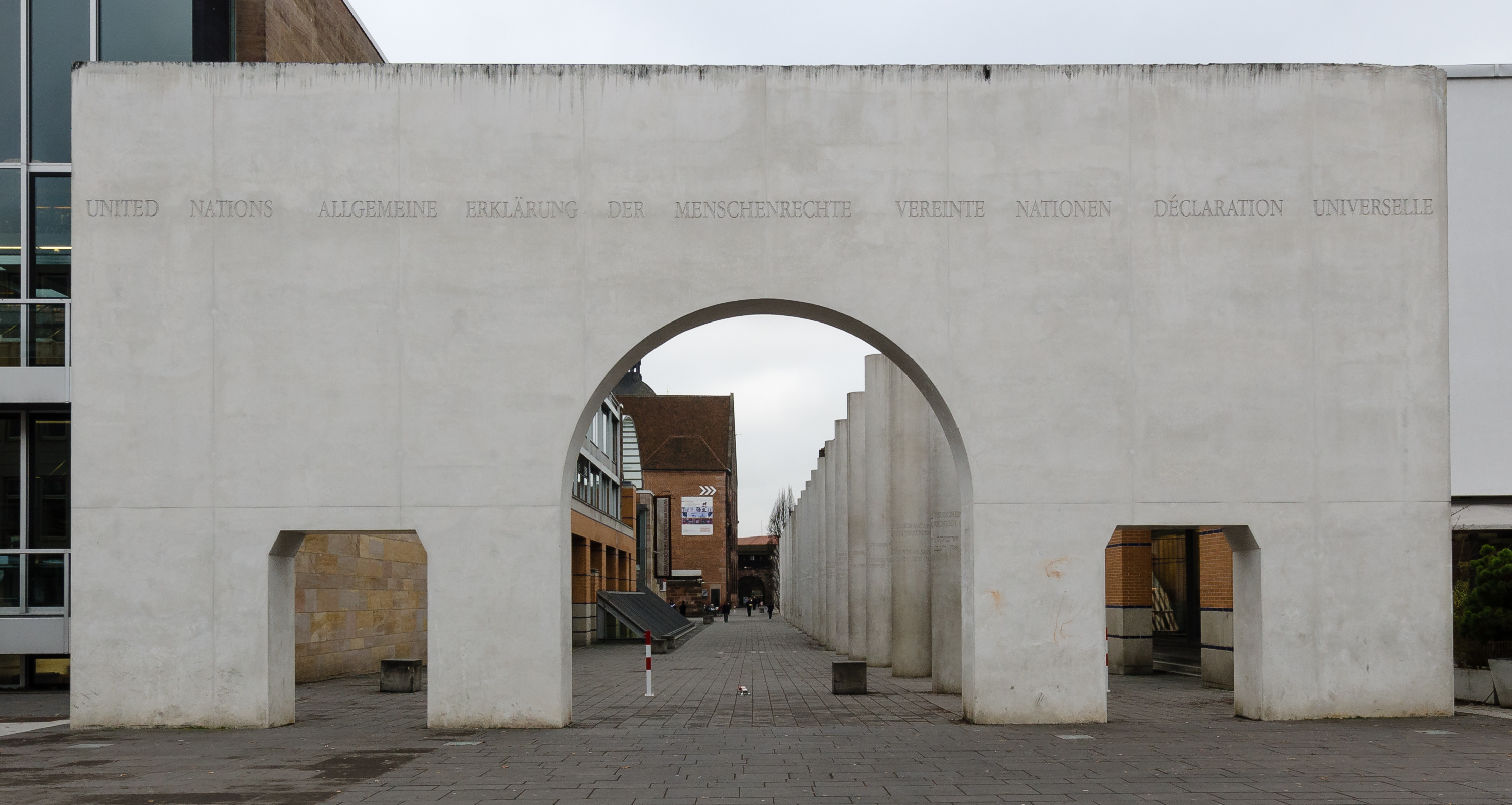
Brama wejściowa

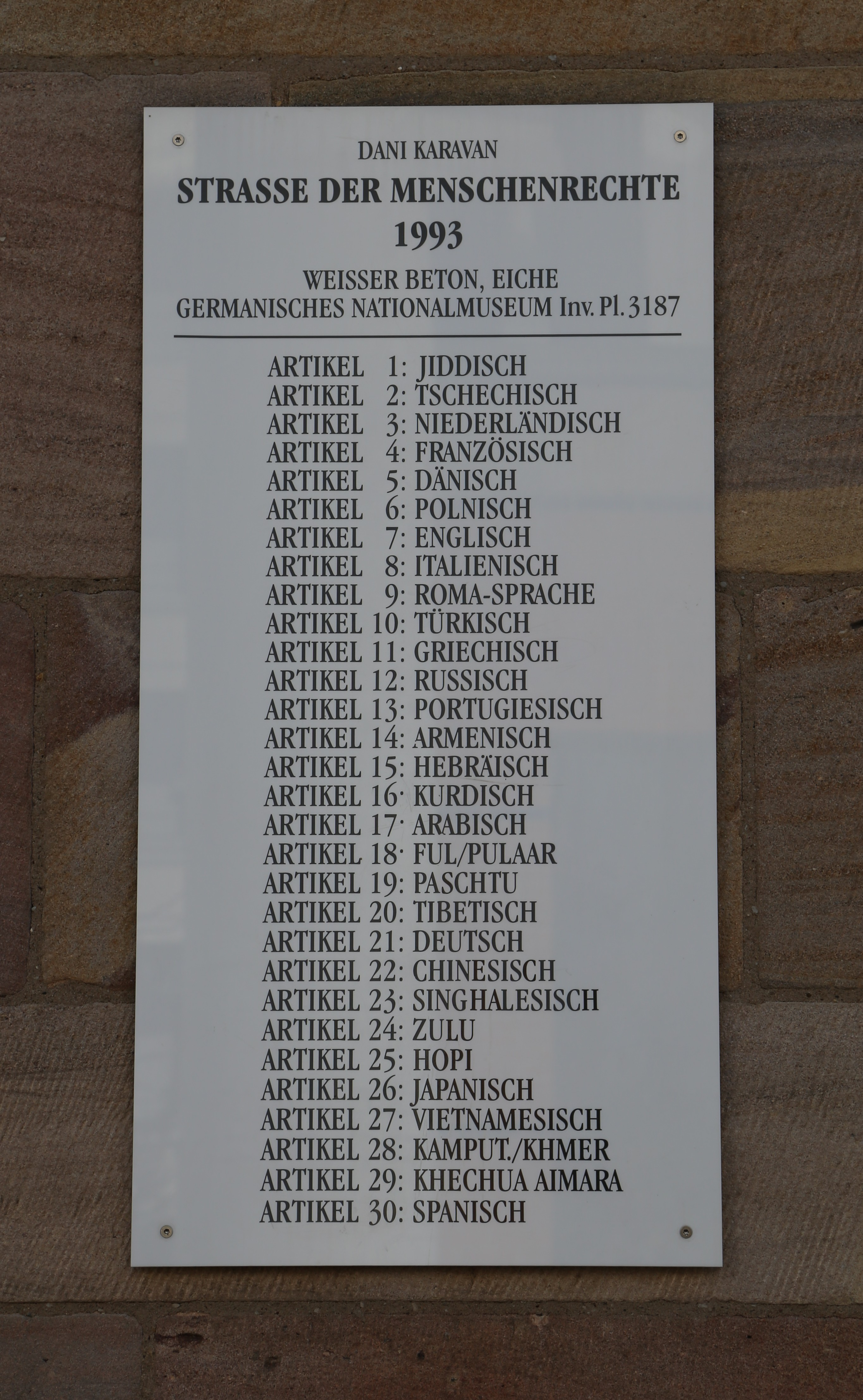
Lista języków użytych w poszczególnych artykułach

Droga Praw Człowieka (niem. Straße der Menschenrechte) – plenerowa instalacja pomnikowa w centrum Norymbergi, położonej w kraju związkowym Bawaria, w Niemczech.

## Geneza i autor
Autorem jest izraelski artysta rzeźbiarz Dani Karawan, którego koncepcja zwyciężyła w 1988 roku podczas konkursu na projekt koncepcji artystycznej ulicy biegnącej pomiędzy budynkami Germańskiego Muzeum Narodowego. Droga Praw Człowieka została otwarta 24 października 1993 roku.

## Opis
Założenie rozciąga się na całej długości deptaku Kartäusergasse. Wejście od strony północnej wiedzie przez symboliczną bramę – wolnostojącą ścianę o szerokości 16 m i wysokości 8 m, wykonaną z białego betonu. Jej kształt odzwierciedla średniowieczną bramę miejską w dawnych murach miejskich, zamykającą południowy koniec uliczki. Wzdłuż 170-metrowej uliczki pomiędzy bramami biegnie, ustawiony w linii prostej, ciąg 27 okrągłych słupów wykonanych z betonu (wys. 8 m, śr. 80 cm), dwóch słupów zakopanych w ziemi z widocznymi jedynie płytami na poziomie chodnika (śr. 80 cm) i jednego drzewa, dębu kolumnowego. Słupy rozmieszczono w równych odstępach, wynoszących po 5,7 m. Na poszczególnych słupach wykuto kolejno inskrypcje 30 artykułów Powszechnej Deklaracji Praw Człowieka, każdorazowo w języku niemieckim i w innym, wybranym z 30 języków. Wyjątek stanowi 21 artykuł, którego inskrypcja została wykuta na tablicy wmurowanej w ścianę budynku, znajdującego się za dębem. Drzewo symbolicznie reprezentuje wszystkie pozostałe języki.

## Kontekst
Według Biura Praw Człowieka w Norymberdze, instalacja Drogi Praw Człowieka, jest częścią wysiłków podejmowanych przez miasto Norymberga, aby nie kojarzyło się ono ze zbrodniami ery nazistowskiej i jako „miasto wieców partyjnych”, ale jako „miasto pokoju i praw człowieka”, jak i ostrzeżeniem dla ludzi, że prawa człowieka są wciąż masowo łamane w wielu krajach świata. Biuro Praw Człowieka od 1995 roku przyznaje Międzynarodową Nagrodę Praw Człowieka. Inicjatywa przyznawania Nagrody Praw Człowieka przez miasto Norymberga została podjęta w 1993 i zrodziła się w konsekwencji budowy Drogi Praw Człowieka. 17 września 1995 roku nagroda została przyznana po raz pierwszy i przyznawana jest cyklicznie co dwa lata.